# Maison Tchaïkovski
La maison Tchaïkovski (Дом Чайковского) est un ancien hôtel particulier de Taganrog situé 56 rue Grecque (oulitsa Gretcheskaïa). C'est un monument protégé des années 1870.

## Historique
La construction de la maison est commandée par le lieutenant-colonel Kalinovski à l'architecte Mikhaïl Prokofievitch Petrov. Elle est achevée en 1871, mais à cause semble-t-il d'une dette de jeu elle est acquise par le marchand Sarandino qui ajoute quelques aménagements. Dans les années 1880-1890, elle appartient à la veuve du marchand qui la donne en location entre 1883 et 1894 à la Société russe de navigation et de commerce pour son agent, l'officier de marine Hippolyte Tchaïkovski, frère du compositeur. Ce dernier y vient en visite en 1886, 1888 et 1890. De 1898 à 1906, l'hôtel particulier est la propriété de l'épouse d'un conseiller à la cour, You. I. Tarkhova, et en 1915 de l'épouse du général-major Petivi, puis le bâtiment est nationalisé. De 1920 à 1966, une annexe de la clinique pédiatrique № 1 y est installée, et de 1966 à 1974 l'UNR-100. Depuis, l'édifice abrite le département de la bibliothèque municipale publique de Taganrog consacré aux partitions et aux ouvrages étrangers, ainsi qu'une salle de concert de musique de chambre et une salle d'exposition (inaugurée en 1976) intitulée «Maison de la Musique», consacrée entre autres à Tchaïkovski, ainsi qu'à ses relations avec Tchekhov.
L'aspect extérieur de l'édifice diffère par quelques détails de son aspect originel avant le raz-de-marée dû au tremblement de terre de Crimée de septembre 1927. Celui-ci endommagea la partie gauche de la maison qui a dû être détruite. Lorsque la maison a été restaurée à l'identique en 1974-1976 une flèche a été installée au sommet de la tour avec une girouette représentant un voilier qui n'existait pas auparavant. L'édifice a été inscrit aux monuments historiques.
L'écrivain Anton Tchekhov écrivit en 1895 à son cousin germain Guéorgui Tchékhov: «si j'était riche, j'achèterais aussitôt la maison-même où habita Hippolyte Tchaïkovski».

## Architecture
L'hôtel particulier est construit en briques rouges avec un toit mansardé, surplombé d'une tour romantique à flèche, et des fenêtres dans le style néogothique italien avec une touche Modern Style.

## Illustrations

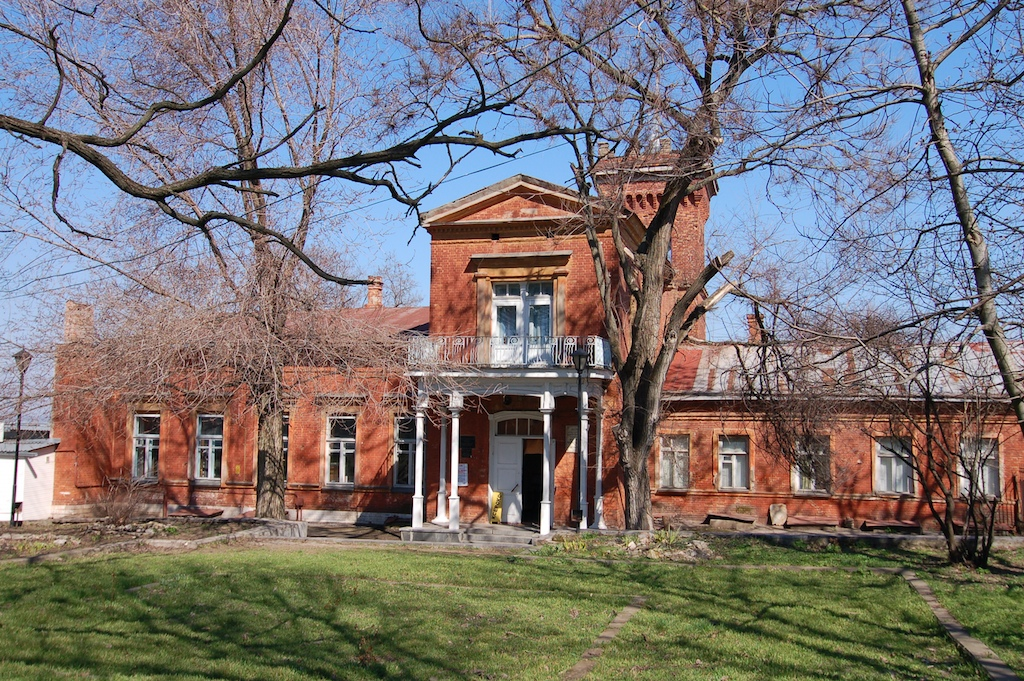
Façade de la Maison Tchaïkovski
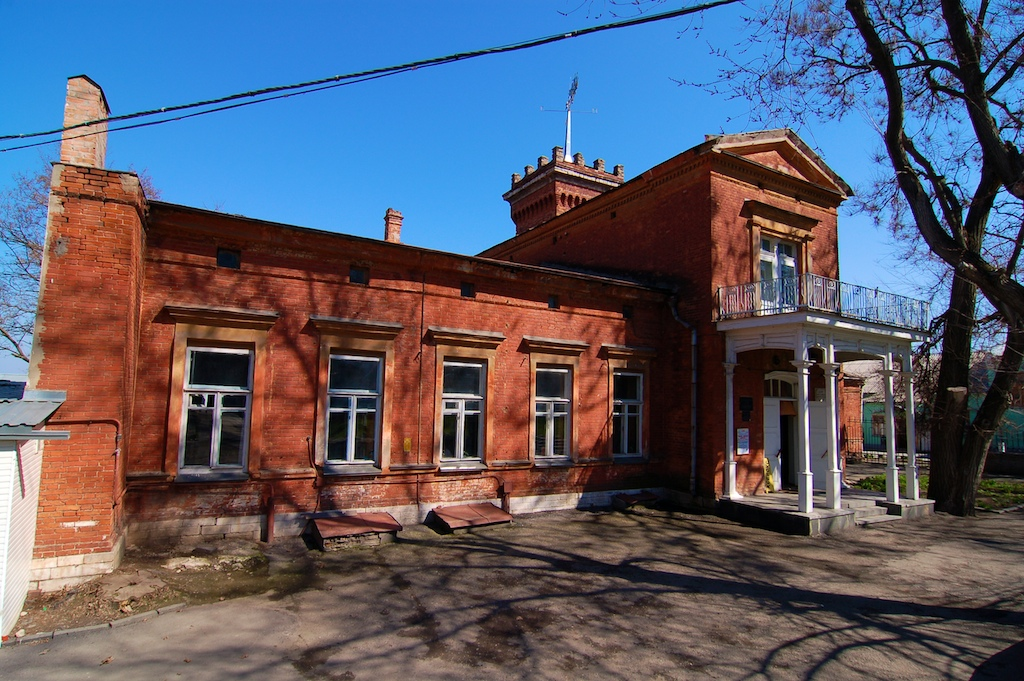
Vue en 2008
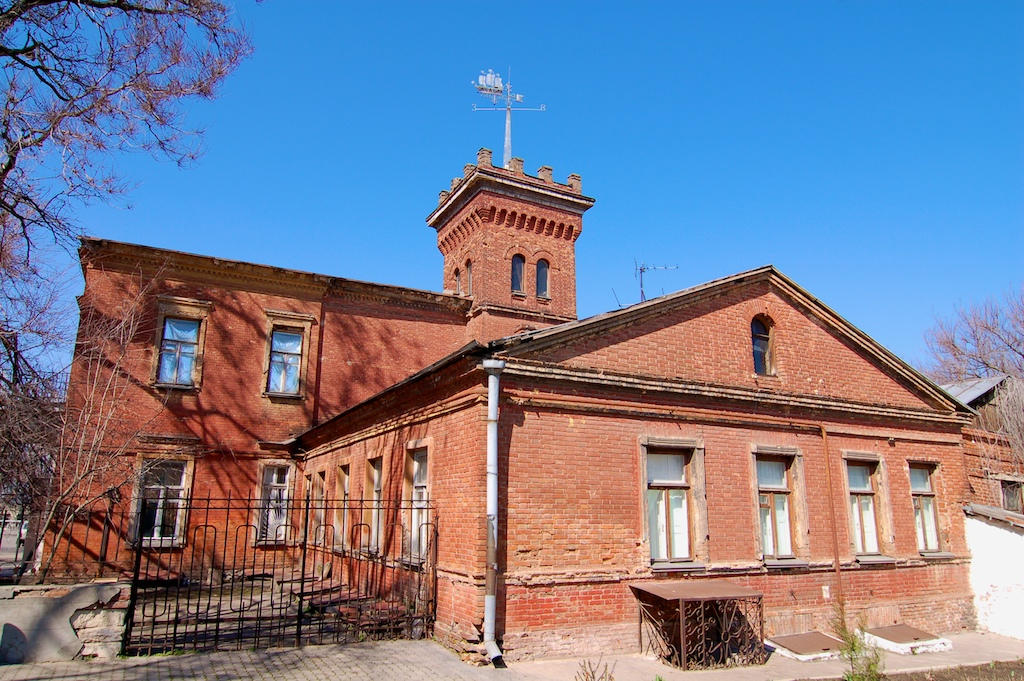
Vue en 2008
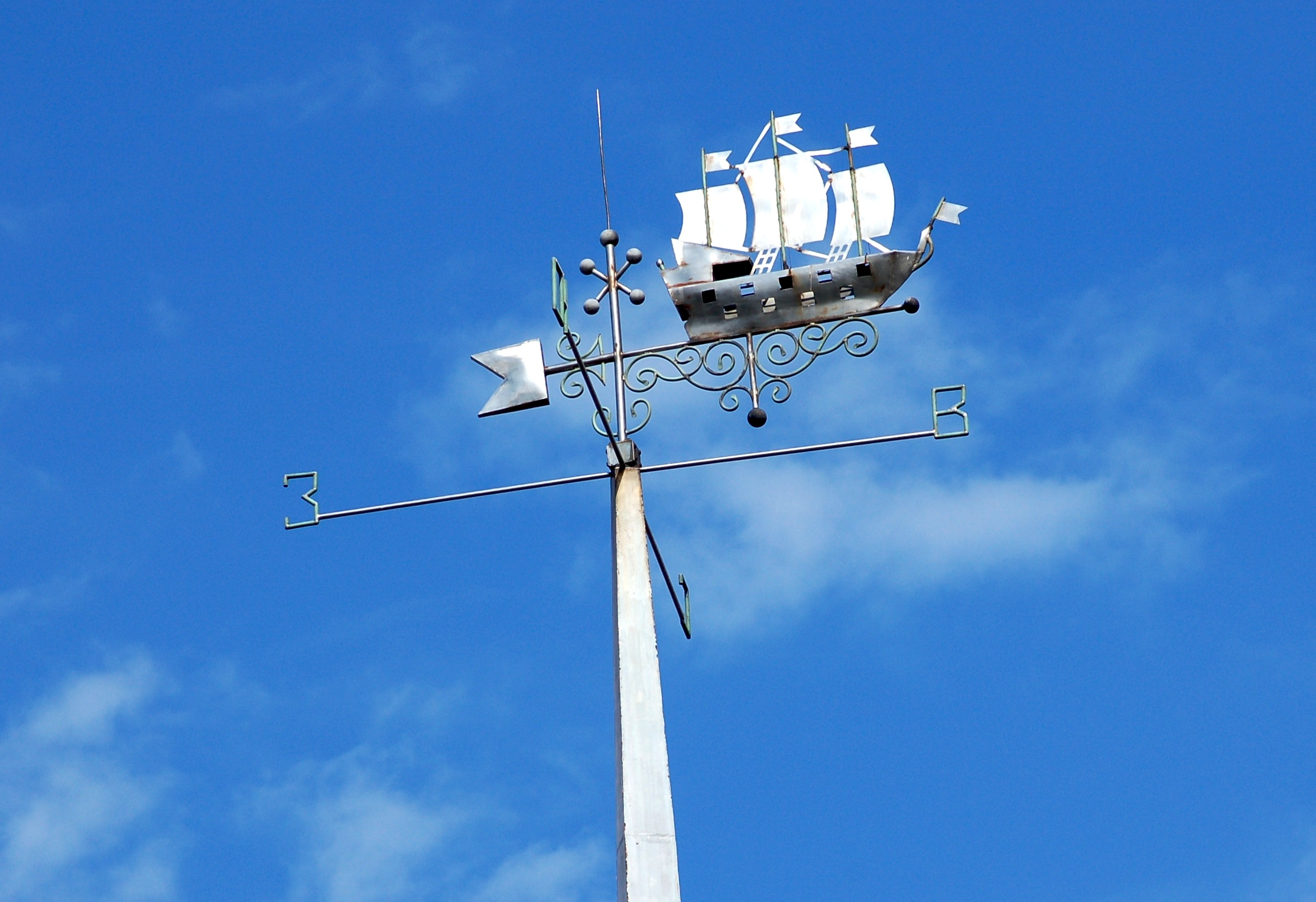
Vue de la girouette ôtée en 2009
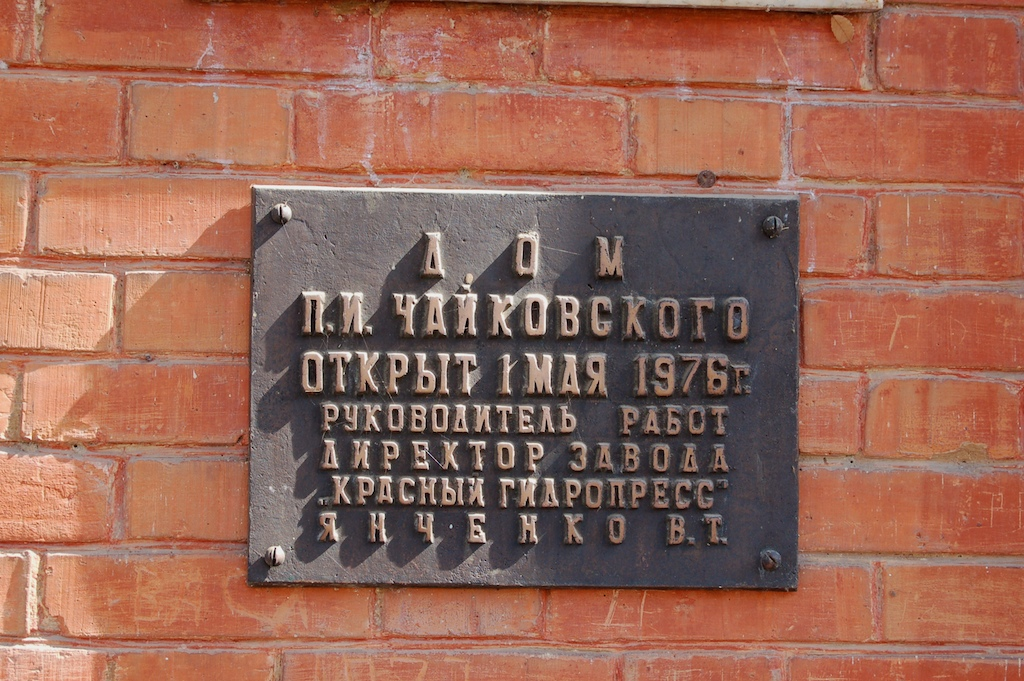
Plaque mémorielle inaugurée à l'ouverture du musée en 1976
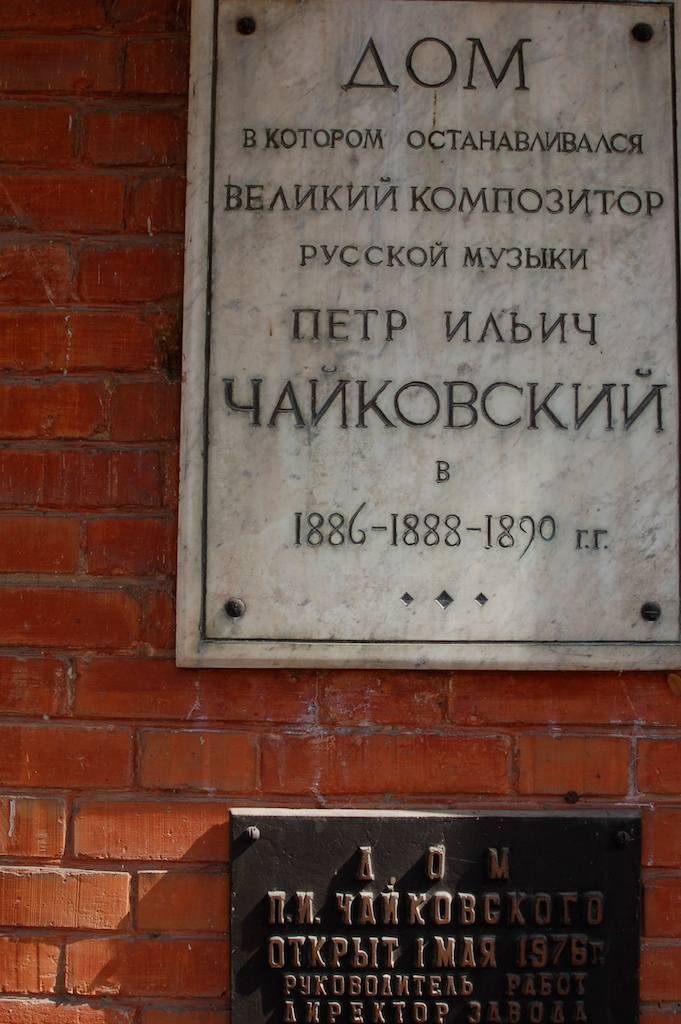
Plaque indiquant les dates des séjours du compositeur

## Visiteurs fameux
- Hippolyte Tchaïkovski (1843—1927) — général-major de l'amirauté, frère du compositeur.
- Piotr Tchaïkovski (1840—1893) — compositeur.

## Situation actuelle
La dernière restauration a eu lieu en 2009-2010 dans le cadre des célébrations du 150e anniversaire de la naissance d'Anton Tchekhov, natif de la ville. Au cours de la restauration de la tour, un belvédère est aménagé et la girouette installée en 1976 et beaucoup trop lourde est ôtée en 2009, tandis que les huisseries, les vantaux et les fenêtres de bois sont remplacés par de nouvelles pièces en métalloplastique.

## Source
- (ru) Cet article est partiellement ou en totalité issu de l’article de Wikipédia en russe intitulé « Дом Чайковского (Таганрог) » (voir la liste des auteurs).